# Conus albellus
Conus albellus é uma espécie de gastrópode do gênero Conus, pertencente à família Conidae.